# 볼리션
딥 실버 볼리션(Deep Silver Volition, LLC, 이전 명칭: Parallax Software Corporation, Volition, Inc.)은 미국 일리노이주 섐페인에 위치한 비디오 게임 개발사이다. 이 기업은 1993년 6월 Parallax Software라는 사명으로 Mike Kulas, Matt Toschlog에 의해 설립되었다. 디센트와 디센트 2를 개발했다.
볼리션은 레드 팩션과 세인츠 로우 시리즈의 게임으로 유명하다.

## 게임
- 디센트 (비디오 게임)
- 디센트 II
- 퍼니셔 (2005년 비디오 게임)
- 세인츠 로우 (2006년 비디오 게임)
- 세인츠 로우 2
- 세인츠 로우: 더 써드
- 세인츠 로우 4
- 에이전트 오브 메이헴
- 세인츠 로우 (2022년 비디오 게임)